# Kotobank
Kotobank (コトバンク) es una enciclopedia en línea gratuita en japonés, con entradas de varias enciclopedias, diccionarios y glosarios. El sitio, lanzado en 2009, es publicado por Asahi Shinbun y Voyage Group. 

## Historia
El sitio web fue lanzado el 23 de abril de 2009 por el periódico Asahi Shinbun en colaboración con las editoriales Kōdansha y Shōgakukan y EC Navi. En julio de 2010 se lanzó una versión para teléfonos inteligentes. En diciembre de 2013, se concluyó una asociación con Yahoo! en japonés.
El sitio es gratuito y se financia con publicidad. Cuando se lanzó, el editor esperaba generar 100 millones de yenes de ingresos en el primer año.

## Contenido
En el momento de su lanzamiento, Kotobank cuenta con 44 diccionarios o enciclopedias, 99 en marzo de 2011 y 119 en diciembre de 2013 para aproximadamente 1,45 millones de entradas.
Existen diccionarios o enciclopedias generales (como el Daijisen, el Nihon kokugo daijiten y la Enciclopedia Nipponica de Shōgakukan, el Daijirin de Sanseido, la Enciclopedia Mundial de Heibonsha y el diccionario de Chiezo), diccionarios biográficos (como el Diccionario Biográfico de Japón de Kōdansha) y muchos glosarios, diccionarios o enciclopedias especializados en las siguientes áreas: economía, digital, vida, ocio, sociedad, aprendizaje.
En la actualidad, los diccionarios japonés-español Shogakukan (小学館 和西辞典) y el diccionario Shogakukan español-japonés segunda edición (小学館 西和中辞典 第2版), se utilizan como diccionarios japonés-español (和西・西和辞典).
También están disponibles en línea de forma gratuita.